# Phania (owad)
Phania – rodzaj muchówek z rodziny rączycowatych (Tachinidae).

## Wybrane gatunki
- P. albisquama (Villeneuve, 1924)[2]
- P. curvicauda (Fallén, 1820)[2]
- P. funesta (Meigen, 1824)[1][2]
- P. incrassata Pandellé, 1894[2]
- P. speculifrons (Villeneuve, 1919)[2]
- P. thoracica Meigen, 1824[1][2]